# Lucaston
Lucaston är en ort i Australien. Den ligger i kommunen Huon Valley och delstaten Tasmanien, i den sydöstra delen av landet, omkring 25 kilometer sydväst om delstatshuvudstaden Hobart. Antalet invånare är 709.
Närmaste större samhälle är Margate, omkring 18 kilometer öster om Lucaston. 
I omgivningarna runt Lucaston växer i huvudsak städsegrön lövskog. Runt Lucaston är det mycket glesbefolkat, med 2 invånare per kvadratkilometer. Genomsnittlig årsnederbörd är 920 millimeter. Den regnigaste månaden är juli, med i genomsnitt 114 mm nederbörd, och den torraste är februari, med 49 mm nederbörd.